# Peucedanum ostruthium

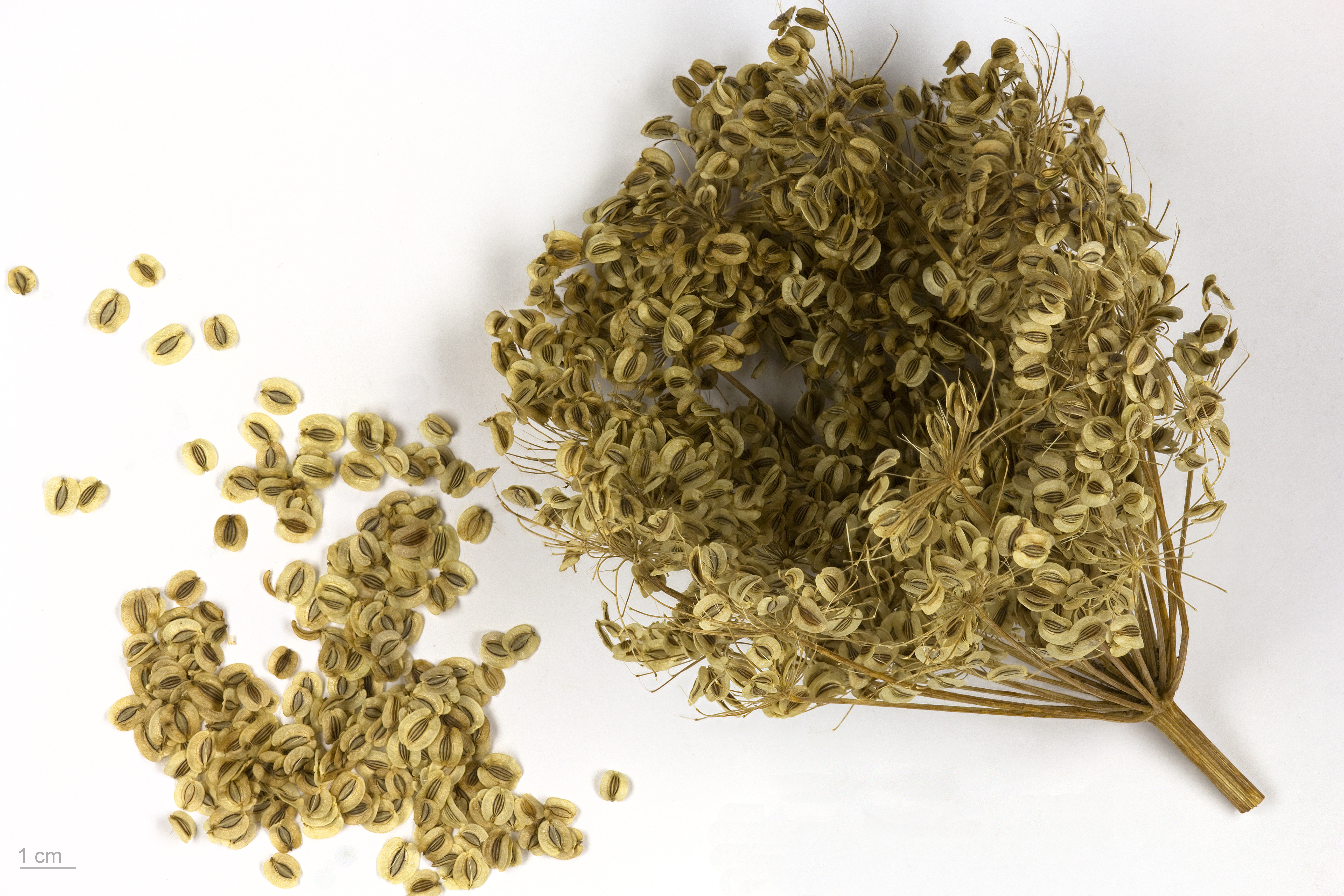
Peucedanum ostruthium

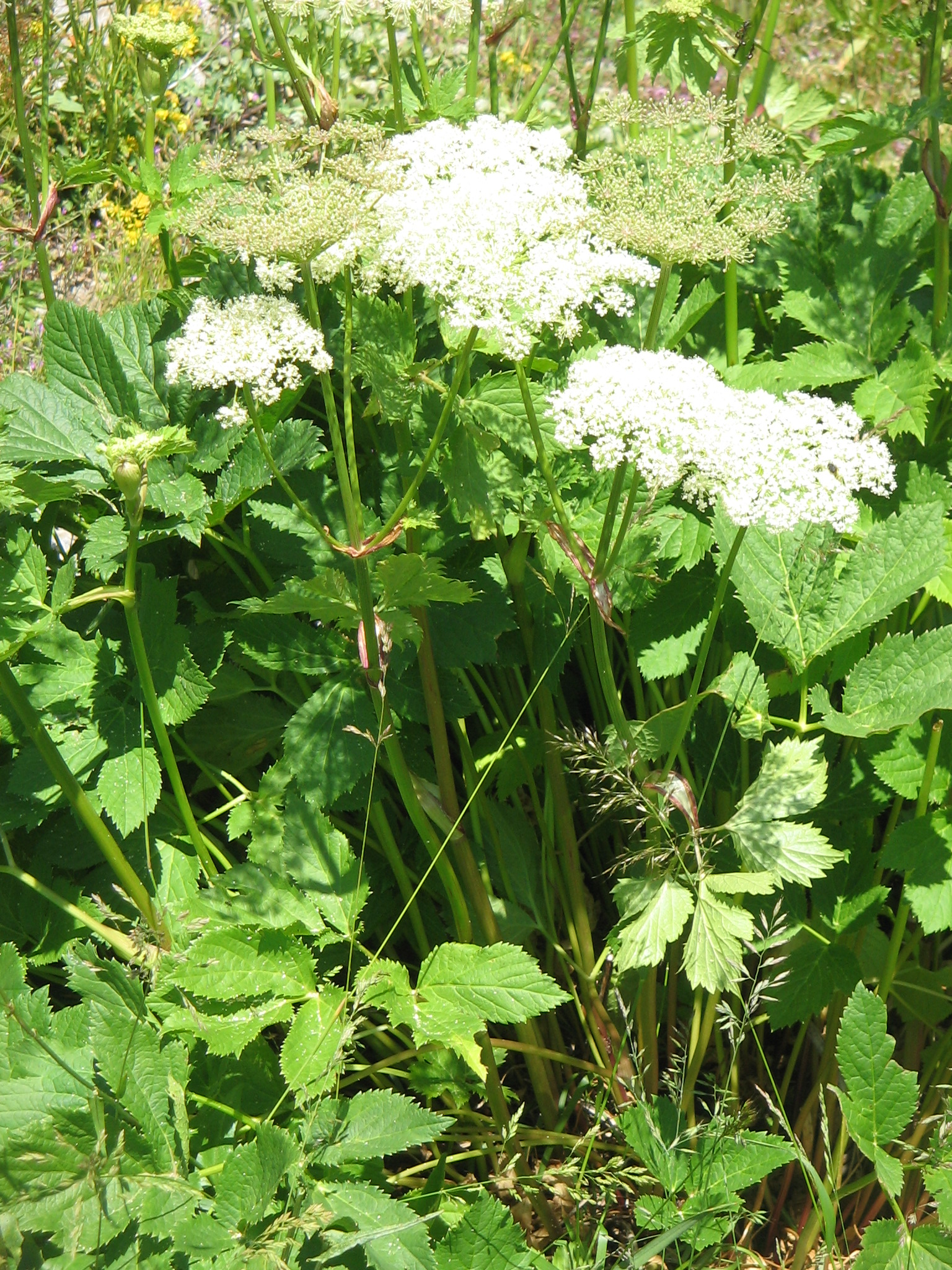
Vista de la planta

Peucedanum ostruthium o Imperatoria ostruthium W.D.J.Koch es una especie fanerógama perteneciente a la familia Apiaceae. Es nativa de Europa central donde crece en prados húmedos de montaña.

## Características
Es una bella planta herbácea perenne con los tallos finamente estriados, acanalados y gruesos. Alcanza los 40-100 cm de altura. Las hojas de color verde oscuro son pecioladas, las inferiores se dividen en tres foliolos ovales y dentados y estos se dividen en otros tres. Las flores se agrupan en umbelas terminales con numerosos rayos, son de color blanco o rosado.  El fruto es un aquenio con dos alas estrechas.

## Principios activos
- El aceite esencial contiene: terpenos y sesquiterpenos.
- También contiene: cumarinas, peucenina, ostruthina, osthol, imperatorina, cnidina y oxipeucedania.

## Propiedades
- Es digestiva y carminativa semejante a la angélica. Recomendada para las flatulencias.
- Usado como estimulante respiratorio en caso de asma y bronquitis.

## Taxonomía
Peucedanum ostruthium fue descrita por  Wilhelm Daniel Joseph Koch y publicado en Novorum Actorum Academiae Caesareae Leopoldinae-Carolinae Naturae Curiosorum 12(1): 95. 1824.
Sinonimia
- Imperatoria ostruthium L.	[2]
- Angelica ostruthium (L.) Lag.
- Imperatoria aromatica Salisb.
- Imperatoria major Lam.
- Ostruthium officinale Link
- Peucedanum ostruthium (L.) W.D.J. Koch
- Selinum imperatoria Crantz
- Selinum ostruthium (L.) Wallr.[3]

## Nombres comunes
- Castellano: imperatoria, imperatoria romana, imperatorio, imperial de Roncesvalles.[3]